# Spoorlijn Aigrefeuille-le-Thou - Rochefort
De spoorlijn Aigrefeuille-le-Thou - Rochefort was een Franse spoorlijn van Le Thou naar Rochefort. De lijn was 17,2 km lang en heeft als lijnnummer 540 000.

## Geschiedenis
De lijn werd geopend door de Compagnie du chemin de fer de Paris à Orléans op 7 september 1857. Op 8 oktober 1933 werd het personenvervoer opgeheven, goederenvervoer was er tot 1938, daarna is de lijn opgebroken.

## Aansluitingen
In de volgende plaatsen is of was er aansluiting op de volgende spoorlijnen:
Aigrefeuille-le-Thou
RFN 538 000, spoorlijn tussen Saint-Benoît en La Rochelle-Ville
Rochefort
RFN 530 000, spoorlijn tussen Nantes en Saintes